# Catherine Chikosi

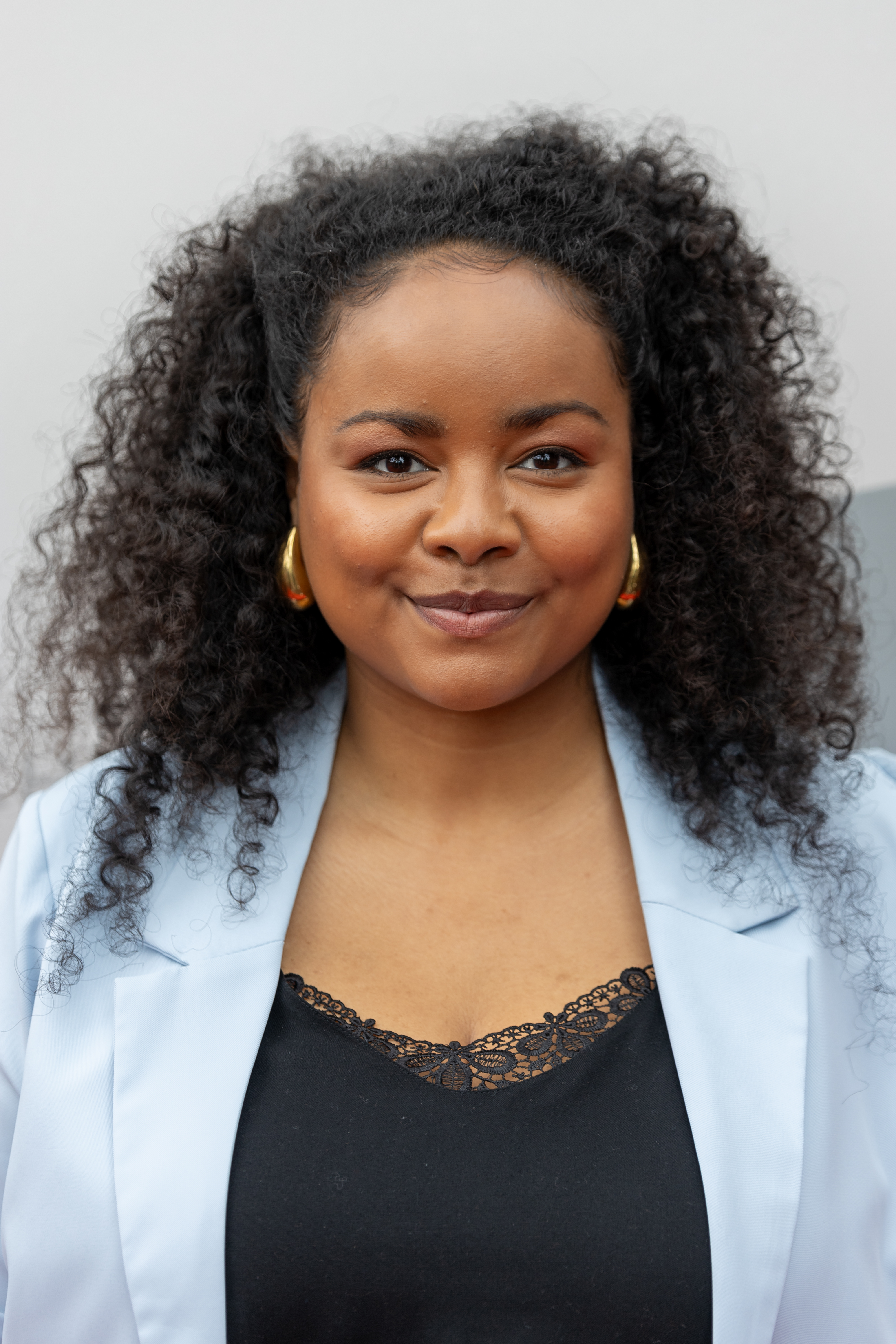
Catherine Chikosi (2024)

Catherine Chikosi (* 29. Juli 1991 in Duisburg) ist eine deutsche Schauspielerin, Sängerin und Synchronsprecherin.

## Leben
Catherine Chikosi studierte von 2012 bis 2016 Schauspiel, Gesang und Tanz an der Folkwang Universität der Künste in Essen. Ab 2013 begann sie ihre Tätigkeit als Musicaldarstellerin an renommierten Theatern und spielte unter anderem die Dorothea, genannt Rotkäppchen im Musical Grimm! am Theater Erfurt und Kate Monster & Lucy, the Slut in Avenue Q am Landestheater Niederbayern. Neben Rollen als Musicaldarstellerin begann sie Ende 2020 als Synchronsprecherin/-sängerin zu arbeiten. Seit 2021 steht Chikosi vor der Kamera.

## Filmografie (Auswahl)
- 2022: Friesland (Fernsehreihe, Folge: Fundsachen)
- 2022: Der Schiffsarzt (Fernsehserie, Folge: Das verlorene Kind)
- 2022: Die Drei von der Müllabfuhr (Fernsehreihe, Folge: (K)eine saubere Sache)
- 2023: Notruf Hafenkante (Fernsehserie, Folge: Tiefe Wunden)
- 2023: In aller Freundschaft – Die jungen Ärzte (Fernsehserie, Folge: Ursache und Wirkung)
- 2023: Mein Falke (als Valerie)
- seit 2024: Bettys Diagnose (Fernsehserie)
- 2024: Die Kanzlei (Fernsehserie, Folge: Nackte Tatsachen)

## Sprechrollen (Auswahl)

### Serien
- 2020: Central Park für Keala Settle (als Bitsy (jung))
- 2020: Perry Mason für Diarra Kilpatrick (als Clara Drake)
- 2021: Sex/Life für Vanessa Sears (als Kyla)
- 2021: Sie weiß von Dir für Charlotte Mills (als Laura)
- 2021: Waffel & Mochi für Sia (als Tomato)
- 2021: Ridley Jones für Gabrielle Ruiz (als Gladys)
- 2022: Sommer im Cielo Grande für Thaís Rippel (als Natalia ‘Naty‘)
- 2022: The Witcher – Blood Origin für Sophia Brown (als Èile, Gesang)
- 2023: Extraordinary für Safia Oakley-Green (als Andy)

### Filme
- 2021: Judas and the Black Messiah für Amber Chardae Robinson (als Betty Coachman)
- 2021: Thunder Force für Taylor Mosby (als Tracy)
- 2022: Rock Dog 2 für Kathleen Barr (als Lil' Foxy)
- 2022: The House für Claudie Blakley (als Penny)
- 2022: Gefährliche Liebschaften für Camille Léon-Fucien (als Naya)
- 2022: Nanny für Princess Adenike (als Nikki)
- 2022: Die Schwimmerinnen für Nahel Tzegai (als Shada)
- 2023: Beba für Rebeca Huntt (als Beba)
- 2023: You People für Yung Miami (als Tiffany)
- 2023: Die Farbe Lila für Danielle Brooks (als Sophia)
- 2024: The Beautiful Game für Jessye Romeo (als Ellie)